# Ilka Gedő
Ilka Gedő (26. maj 1921 - 19. juni 1985) var en ungarsk maler og grafiker. Hendes arbejde overlevede årtiers forfølgelse og undertrykkelse, først af det halvfascistiske regime i 1930'erne og 1940'erne og derefter, efter et kort tidsrum med relativ frihed mellem 1945 og 1949, af det kommunistiske regime fra 1950'erne til 1989. I den første fase af sin karriere, som sluttede i 1949, skabte hun et enormt antal tegninger, som kan opdeles i forskellige serier.  Fra 1964 genoptog hun sin kunstneriske aktivitet ved at skabe oliemalerier. "Ilka Gedő er en af de enlige mestre i ungarsk kunst. Hun er hverken bundet til avantgarde eller til traditionelle tendenser. Hendes uovertrufne kreative metode gør det umuligt at sammenligne med andre kunstnere". .

## Tidlig levetid og uddannelse
lka Gedő (1921-1985) blev født af Simon Gedő og Elza Weiszkopf den 26. maj 1921. Hendes far var lærer på det jødiske gymnasium, og hendes mor arbejdede som kontorist. Nogle af tidens førende ungarske forfattere og kunstnere var en del af familiens vennekreds. Ilka Gedő voksede op i en familie, hvor hun havde alle muligheder for at blive en kultiveret og følsom kunstner. Hun gik i gymnasiet "Új Iskola" (den nye skole). Denne skole tilbød et innovativt pensum og innovative undervisningsmetoder.
Lige fra sin tidligste barndom tegnede Ilka Gedő uafbrudt og registrerede sine oplevelser. Serien af juvenilias, som er fuldstændig bevaret i kunstnerens bo, kan sættes i kronologisk rækkefølge, og man står således over for en visuel dagbog.
- Selvportræt fra 1938, Museum Duke Anton Ulrich, Braunschweig, Tyskland
- Selvportræt fra 1938, Museum Duke Anton Ulrich, Braunschweig, Tyskland

Hun var sytten år gammel, da hun tilbragte sin ferie i Bakony Hills vest for Budapest. I ferierne brugte hun al sin tid på at tegne landskabet. På markerne fulgte hun klipperne med en skitsebog i hånden, så hun kunne se den tilbagevendende bevægelse igen og igen fra den samme vinkel og indfange rytmen med en bemærkelsesværdig flydende og finesse. De tegninger, akvareller og mapper, der er bevaret fra årene 1937-1938, viser, at hun allerede havde en fuldstændig teknisk beherskelse af tegning, og det til trods for at hun indtil da aldrig havde modtaget regelmæssig undervisning.
Fra slutningen af 1930'erne til begyndelsen af 1940'erne blev Ilka Gedő undervist af tre kunstnere af jødisk oprindelse, som blev dræbt af nazisterne i slutningen af krigen.
I 1939, hendes sidste eksamensår, gik Gedő på Tibor Gallés (1896-1944) åbne skole. Gedős anden lærer var Victor Erdei (1879-1944), en maler og grafiker i de naturalistisk-impressionistiske og art nouveau-stilarter. Gedős tredje lærer var billedhuggeren István Örkényi Strasser (1911-1944). Hos Strasser lærte Gedő fastheden i skulpturel modellering og repræsentation af masse.
Efter at have bestået sin studentereksamen overvejede Ilka Gedő seriøst at begynde sine kunststudier i Paris, men krigen kom i vejen, og på grund af jødiske love kunne hun ikke engang komme ind på det ungarske kunstakademi. Selv hvis Gedő havde ønsket at komme ind på akademiet, ville hun sandsynligvis have været forhindret i at komme ind. Med den stigende indflydelse fra de ungarske fascister, Pilekorset, begyndte den åbne fratagelse af jødernes rettigheder i 1938 med den første jødelov, efterfulgt af den anden og tredje jødelov i 1939 og 1941.
Under krigen tjente hun sit levebrød ved at lave keramik, men hun holdt aldrig op med at skabe sin serie af grafik. Ilka Gedő besøgte ofte byen Szentendre. En lille provinsby ved Donau, omkring tyve kilometer fra Budapest, var et tilflugtssted for mange kunstnere mellem krigene. Fra 1938 til 1947 lavede Ilka Gedő pasteltegninger af byen, hvor hun tog formerne og farverne direkte fra naturen. Farverne rød, levende gul, mørkebrun, blå og grøn har en høj farveintensitet.
Indtil begyndelsen af 1940'erne var Ilka Gedő sammen med andre unge kunstnere også ofte i atelieret hos Gyula Pap (1899-1982), som var en tidligere elev af Johannes Itten og lærer ved Bauhaus. .
I disse år, indtil 1944, lavede Gedő intime, hovedsagelig blyantstudier af familielivet. Hun begyndte en serie af selvportrætter, som skulle fortsætte indtil slutningen af den første fase af hendes kunstneriske karriere i 1949.
I 1942 deltog Ilka Gedő i den udstilling, der blev organiseret af den socialistiske kunstnergruppe med titlen Frihed og folket, som fandt sted i Metal Workers' Union Centre. .

## Tegninger lavet i ghettoen i Budapest
Den 19. marts 1944 invaderede otte tyske divisioner Ungarn. Forfølgelsen af de ungarske jøder begyndte for alvor. Med en hidtil uset hastighed blev næsten alle ungarske provinsjøder deporteret til koncentrationslejre i Polen, hvor de fleste af dem blev dræbt. Det ungarske jødiske samfund mistede 564.500 liv under krigen, heraf 63.000 før den tyske besættelse. )
På trods af kirkelederes protester og Miklós Horthys tøvende forsøg på at stoppe deportationerne blev omkring 200.000 jøder i sommeren 1944 ført ind i Budapests ghetto og i særligt udpegede huse. Efter Horthys mislykkede forsøg på at få Ungarn med i krigen gennemførte pilekorset en militær magtovertagelse den 15. oktober 1944. I ghettoen begyndte de værste dage af mareridtet. Ved rent held lykkedes det Ilka Gedő at undslippe deportationen og overlevede.
I Budapest ghetto Ilka Gedő brugte det meste af sin tid på at læse og tegne og registrere sine omgivelser, sine kammerater, gamle mennesker og børn. Disse tegninger er uvurderlige dokumenter, men de er også allegorier på menneskelig ydmygelse og hjælpeløshed. I et af sine selvportrætter viser hun et frontalbillede af sig selv, som viser en person, der har mistet kontrollen over sin skæbne. Som følge heraf er hun tidløs og næsten kønsløs.
- Ilka Gedő Pige med en bue, 1944, Yad Vashem Art Museum
- Ilka Gedő Selvportræt i Budapests ghetto, 1944, mappe 10, billede 31, Det ungarske nationalgalleri
- Ilka Gedő Selvportræt i Budapests ghetto, 1944, mappe 10, billede 31, Det ungarske nationalgalleri
- Ilka Gedő Selvportræt i Budapests ghetto, 1944, Ungarsk jødisk museum

På den sidste tegning ser vi kunstnerens selvportræt med et tegnebræt. Øjnene ser ud til at stirre på ingenting. Egoet søger støtte i sit eget selv.

## Perioden mellem 1945 og 1948

### Tegninger af selvportrætter (1945-1949)
Nytårsaften 1945 mødte Ilka Gedő Endre Bíró, der studerede kemi på universitetet i Szeged og efter krigen begyndte at arbejde for et forskningsinstitut under ledelse af den ungarske nobelprisvindende videnskabsmand Albert Szent-Györgyi.
Da kunstneren arbejdede i et strengt figurativt udtryk, havde hun brug for modeller, og ud over familie og venner fandt Gedő den mest passende model i sig selv.
Ilka Gedő skabte selvportrætter, der gennem deres rene ærlighed og selvudforskning kræver beskuerens opmærksomhed. Disse værker er tegnet på en måde, der på samme tid fremkalder direkte fysisk virkelighed og følelsesmæssig følsomhed. Men der opstår tvivl om hendes bestræbelser på at give en trofast og nøjagtig gengivelse af virkeligheden: den traditionelle, komponerede modellering, som har været så typisk for hende, er efterhånden blevet erstattet af en ekspressiv, eruptiv og anspændt stil.
- Portræt af Ilka Gedő, 1948, Det ungarske nationalgalleri
- Ilka Gedő Selvportræt, 1948, Museum Herzog Anton Ulrich, Braunschweig
- Wistful Self-Portrait, 1946-1947, New York, The Museum of Modern Art

Tegningerne i Fillér utca-serien af selvportrætter rammer beskueren med deres grusomme ærlighed og autentiske kunstneriske kraft.

### Ganz-fabrikkens tegninger (1947-1948)
Gedő var konstant på udkig efter nye emner og fandt Ganz-maskinfabrikken i nærheden af sit hus i Fillér Street som et rigt og visuelt animeret miljø at tegne i. Ilka Gedő fik tilladelse til at besøge Ganz-fabrikken med anbefaling fra Free Artists' Union: 
Ligesom hendes selvportrætter fra samme periode er hendes tegninger og pasteller fra Ganz-fabrikken, som viser en række tilbagevendende temaer, hurtige skitser af øjebliksoplevelser, der afslører en intens åndelig koncentration og udtryksfuldhed. Nervøse, svingende linjer afspejler kunstnerens indtryk af industrielt arbejde. Ika Gedős beslutning om at tegne på en fabrik var ikke politisk motiveret, og der er ingen spor af idealisering i disse tegninger. Dramatiske panoramaudsigter over store indre rum veksler med medfølende studier af udmattede arbejdere. Ilka Gedős tegninger af Ganz-fabrikken er realistiske, men først og fremmest udtryksfulde og bevægende. I disse værker præsenteres rummet og de store former som noget nyt. Mellem planerne og blokkene er mennesket reduceret til en skematisk figur. De objekter, der dukker op i rummet, synes at opsluge figurerne.
- Ilka Gedő Tegning af Ganz-fabrikken, 1948, British Museum
- Ilka Gedő Tegning af Ganz-fabrikken, 1948, British Museum
- Ilka Gedő Tegning af Ganz-fabrikken, 1948, Albertina
- Ilka Gedő Tegning af Ganz-fabrikken, 1948, Albertina

### Bordserie (1949)
Emnet for disse tegninger, et lille og altid synligt bord, er prosaisk. Linjerne i disse tegninger er aldrig en omrids af et lukket område: de er altid i bevægelse og frigiver således mystiske energier.

## Den kreative tavshedsperiode (1949-1965)
Bortset fra hendes familie og nogle få venner var der ingen, der så Gedős tegninger på det tidspunkt, hvor de blev lavet. I denne periode fra 1945 til 1949 begyndte hun at bruge olie som supplement til pastel, men Gedő fik et anfald af depression og så ingen vej ud af de dilemmaer, hun oplevede, og ødelagde de fleste af de oliemalerier, hun lavede i disse år.
Efter en bemærkelsesværdig periode med frihed mellem 1945 og 1948 fik det kommunistiske diktatur en negativ indflydelse på Ilka Gedős liv, og det var en af grundene til, at hun opgav sine kunstneriske aktiviteter i 16 år.
I 1949 holdt Ilka Gedő op med at male og tegne. Hendes frivillige opgivelse varede indtil 1965. I disse år tog hun, bortset fra nogle få farveskitser, hverken blyant eller pensel i hånden og nægtede at gøre det, selv når hun legede med sine børn. Hendes beslutning skal forklares, for det sker meget sjældent, at en kunstner, der har betragtet kunsten som meningen og formålet med livet, holder op med at skabe uden at være tvunget til det.
Der var tre grunde til, at hun stoppede sit kunstneriske arbejde. Den første var begyndelsen af det kommunistiske diktatur, den anden var den manglende anerkendelse af Ilka Gedős kunst (Gedős venner havde en fjendtlig holdning til alt, hvad der var repræsentativt eller figurativt, og ikke-figuration blev brugt som et politisk udtryksmiddel), og den tredje var, at Ilka Gedő erkendte, at hun kun kunne forblive tro mod sit talent ved at holde op med at skabe kunst.
Da Ilka Gedő holdt op med at lave kunst, opgav hun ikke helt muligheden for at genoptage den. Hun studerede kunsthistorie i dybden. Hun læste meget om farvelære. Hun læste og noterede sig nøje Goethes farvelære og oversatte lange passager af dette værk. Uden disse studier ville den anden kunstneriske periodes farveverden ikke have været mulig uden disse studier.
I midten af 1960'erne lagde kunstneren næsten alle tegningerne fra den foregående periode i passepartouts og sorterede dem også i mapper efter temaer. Denne aktivitet varede i mange år. Kunstnerens første soloudstilling var en atelierudstilling, der åbnede den 15. maj 1965 og præsenterede et udvalg af tegninger, der blev lavet mellem 1945 og 1948.
Fra begyndelsen af 1960'erne slap kommunistpartiets greb om samfundet en smule, men Ilka Gedős isolation fortsatte. Ilka Gedős situation blev endnu værre af, at mange af hendes venner i modsætning til hende gik på kompromis med regimet, mens de talentfulde kunstnere fra den yngre generation simpelthen valgte at slippe ud af det officielle kunstpolitiske system og finde anerkendelse i Vesten. I løbet af de sidste to krigsår og de fire frihedsår efter 1945 skabte Ilka Gedő et stort antal tegninger, hvis eksistens var gået i glemmebogen, da hun endelig fik sin første offentlige udstilling i 1980 i en alder af 59 år.

## Maleri
I 1960'erne begyndte Ilka Gedő at male oliemaleri. Hun lavede malerier i "to faser". Først tegnede hun en skitse af sin komposition, lavede en model og skrev navnet på de relevante farver i de forskellige felter. Hun udarbejdede en samling farveprøver og skrev ned, hvor farverne skulle placeres på de steder, hvor de i sidste ende blev anvendt. Hun improviserede aldrig på sine malerier, men udbyggede i stedet den oprindelige plan. I hendes malerier synes styrken af de kolde og varme farver at være lige stærk. Hun skabte sine malerier langsomt, midt i spekulationer, og noterede trinene i den kreative proces i dagbøger, så man kan spore alle maleriernes tilblivelse. .
Dagbogsnotaterne registrerer alle kunstnerens spekulationer i forbindelse med maleriets tilblivelse. Når hun lagde et maleri til side, lagde hun dagbogen væk og arbejdede videre på et andet maleri. Før hun genoptog arbejdet med et maleri, læste hun altid notaterne fra den foregående dagbog.
Hendes kreative metode følger instinktets kald, men glemmer ikke intellektets disciplin. "Kunstkritikere var hurtige til at pege på beviser for hendes nostalgi for Art Nouveau og Jugendstil. Gedős virkelige nostalgi er dog en nostalgi efter en tabt mytologi, og på dette punkt ligner hun sine fin-de-siècle-forgængere. Hun har fundet denne mytologi, selv om den er personlig, i kunsten, som er i stand til at fremkalde og bevare minderne fra en døende verden". .
En kendt ungarsk kunsthistoriker, László Beke, vurderede hendes kunst i 1980: "Jeg mener, at det er helt unødvendigt at drage paralleller mellem hendes kunst og "nutidige" tendenser, fordi hendes kunst kunne være født på et hvilket som helst tidspunkt mellem 1860 og 2000. Den henter ikke sin inspiration "udefra", men "indefra", og dens sammenhæng og autenticitet stammer fra det forhold, som denne kunst har til sin skaber - og det kan umuligt undgås af enhver beskuer af disse værker.".
Gedő døde den 19. juni 1985 i en alder af 64 år, få måneder før hun blev opdaget i udlandet. Opdagelsen fandt sted i Glasgow, hvor Compass Gallery præsenterede hendes malerier og tegninger i 1985 .
Ved årsskiftet 1989-1990 havde Ilka Gedő sin anden retrospektive udstilling på Third Eye Centre i Glasgow.

Siden da er mange af hendes værker overgået til offentligheden. Ud over St. Stefans Museum, Székesfehérvár, Ungarn og det ungarske nationalgalleri, har mange udenlandske samlinger erhvervet dem (The Jewish Museum /New York/, Yad Vashem Art Museum, Israel Museum/Jerusalem/, Prints and Drawings Department of the British Museum, Museum Kunstpalast, Düsseldorf), Kupferstichkabinett i Berlin /Museum of Prints and Drawings/, den grafiske samling på Albertina, Metropolitan Museum, Museum of Fine Arts, Houston, Albright-Knox Art Gallery i Buffalo, Duke Anton Ulrich Museum i Braunschweig, Tyskland og Museum of Modern Art i New York).

## Kronologi
- 1921: Ilka Gedő bliver født den 26. maj 1921 i Budapest.
- 1939: Ilka Gedő besøger Tibor Gallés frie skole.
- 1940: Deltager i den anden udstilling af OMIKE (Ungarsk jødisk undervisningsforening).
- 1939-42: Modtager undervisning af Erdei Viktor.
- 1942: Deltager i udstillingen af gruppen af socialistiske malere.
- 1942-43: Går på István Örkényi-Strasser's frie skole.
- 1943: Gedő deltager i den femte udstilling af OMIKE.
- 1944: Budapest Ghetto-serien blev født.
- 1945: I efteråret 1945 blev Ilka Gedő indskrevet som fuldtidsstuderende på Kunstakademiet. Hun forlader dog akademiet efter seks måneder. Hun tegner på Gyula Pap's skole.
- 1946: Gift med biokemiker Endre Bíró.
- 1947: Fødsel af hendes første søn, Dániel.
- 1949: Ophører med sin kunstneriske virksomhed.
- 1950: Fra 1950 og frem deltager hun ikke i det kunstneriske liv. Hendes interesse gik mod kunstfilosofi, kunsthistorie og farvelære. Hun har oversat store dele af Goethes farvelære.
- 1953: Fødsel af hendes anden søn, Dávid.
- 1962: Det ungarske nationalgalleri erhverver tre tegninger af kunstneren.
- 1965: Atelierudstilling med tegninger fra årene 1945-1949. Genoptager sin kunstneriske virksomhed.
- 1969-1970: Tilbringer et år i Paris. Hun deltog i en gruppeudstilling i Galerie Lambert.
- 1974: Optages i Association of Visual Artists.

- 1980: Retrospektiv udstilling på Sankt Stefansmuseet i Székesfehérvár, Ungarn.
- 1982: Udstilling på Dorottya Gallery i Budapest. Det ungarske nationalgalleri køber to malerier af kunstneren.
- 1985: Gedő dør den 19. juni i Budapest. En personlig udstilling af kunstnerens værker åbnes i Szentendre Art Colony's galleri. Ilka Gedő har endnu en soloudstilling som en del af den ungarske sæson i Glasgow. Denne begivenhed er dækket af kunstkritikere i Glasgow Herald, The Scotsman, Financial Times, The Times, Daily Telegraph, The Observer og The Guardian.

## Udstillinger

### Personlige udstillinger i Ungarn
- Studieudstilling (1965)
- King St. Stephen's Museum, Székesfehérvár, Ungarn (1980).
- Dorottya Utca Gallery, Budapest (1982).
- Artists' Colony Gallery, Szentendre, Ungarn (1985)
- Udstillingspaladset, Budapest (1987)
- Szombathely Gallery (1989)
- Ungarsk jødisk museum, Budapest, [sammen med György Román] (1995)
- Budapests kommunale kunstgalleri, Kiscell Museum (2001)
- Raiffeisen Gallery (2003-2004) (udstilling i et kammer)
- Det ungarske nationalgalleri (2004-2005)
- Det ungarske nationalteater (2013) (kammerudstilling)

### Personlige udstillinger i udlandet
- Compass Gallery, Glasgow (1985)
- Third Eye Centre, Glasgow (1989).
- Janos Gat Gallery, New York (1994 og 1997).
- Yad Vashem Museum of Art [med György Román] 1996
- Shepherd Gallery, New York (1995).
- Collegium Hungaricum, Berlin (2006)

## Værker i offentlige samlinger
- Det ungarske nationalgalleri, Budapest
- Ungarsk jødisk museum, Budapest
- King Stephen's Museum, Székesfehérvár, Ungarn
- Yad Vashem Museum of Art, Jerusalem
- Israel Museum, Jerusalem
- British Museum, afdelingen for tryk og tegninger
- The Museum Kunst Palast, Düsseldorf, afdeling for grafik og tegninger
- Det jødiske museum, New York
- Kupferstichkabinett (Museum of Prints and Drawings), Berlin
- The Albright-Knox Art Gallery, Buffalo, New York, USA
- The Museum of Fine Arts, Houston, Texas, USA
- Albertina, Wien
- The Metropolitan Museum of Art, afdeling for moderne og moderne kunst, New York
- Hertug Anton Ulrich Museum, Braunschweig, Tyskland
- Cleveland Museum of Fine Art
- MoMA, Department of Drawings and Prints, New York
- Städel Museum, Frankfurt am Main

## Literature
- Szabó, Júlia (ed.): Gedő Ilka rajzai és festményei (Ilka Gedős tegninger og malerier), udstillingskatalog,. Székesfehérvár, Kong Stefans Museum, 1980, HU ISBN 963-7131-20-5 ISSN 0586-3759
- Ury, Ibolya (ed.): Gedő Ilka, kiállításkatalógus (Ilka Gedő, udstillingskatalog), Budapest, på Dorottya Street Gallery i Műcsarnok, 1982, ISBN 963-01-4173-6
- Mucsi, András (ed.): Gedő Ilka (1921–1985) festőművész kiállítása (Udstilling af Ilka Gedő /1921-1985/), udstillingskatalog, galleri for kunstnerkolonien i byen Szentendre, 1985, 963-01-6605-4 ISSN 0209-4940
- Néray, Katalin (ed.): Gedő Ilka (1921–1985), udstillingskatalog, Budapest, Műcsarnok udstillingspaladset, 1987, ISBN 963-7162-86-0
- Gálig, Zoltán (ed): Gedő Ilka festőművész rajzai a Szombathelyi Képtárban (Værker på papir af Ilka Gedő på Szombathely Municipal Art Museum), Szombathely, Városi Képtár, 1989, ISBN 963-01-9554-2 ISSN 0239-1910
- Semjén, Anita (ed): Áldozatok és gyilkosok / Gedő Ilka gettó-rajzai és Román György háborús bűnösök népbírósági tárgyalásain készült rajzai (Vittime e carnefici / Ilka Gedős tegninger af ghettoen og György Románs tegninger af folkedomstolens krigsforbryderprocesser), udstillingskatalog, Budapest, 1995, Ungarsk Jødisk Museum og Jerusalem, 1996, Yad Vashem Art Museum
- Kashey, Elizabeth (ed): Ilka Gedő (1921–1985) Drawings and Pastels, exhibition catalogue, (Ilka Gedő (1921-1985) Drawings and Pastels, udstillingskatalog ) New York, Shepherd Gallery, 21 East 84th Street, 1995, OCLC 313759285
- Kolozsváry, Marianna (ed.): Gedő Ilka festőművész kiállítása, (Ilka Gedő-udstillingen), udstillingskatalog, Budapest, Det ungarske nationalgalleri, 2004, ISSN 0231-2387
- György, Péter–Pataki, Gábor, Szabó, Júlia, Mészáros, F. István: Gedő Ilka művészete (1921–1985) – The Art of Ilka Gedő (1921–1985), Budapest, Új Művészet, 1997, ISBN 963-7792-21-X ISSN 1219-4913
- István Hajdu–Dávid Bíró: The Art of Ilka Gedő, Oeuvre Catalogue and Documents, (The Art of Ilka Gedő, katalog over værk og dokumenter), Gondolat Kiadó, Budapest, 2003, ISBN 963-9500-14-3

### Oliemalerier i det ungarske nationalgalleri
- Ilka Gedő - Rosenhave med tårn, 1969-1970, olie på karton, 58 42 cm
- Ilka Gedő - Rosenhave med kupler, 1970-72, olie på lærred, 54 x 47 cm
- Ilka Gedő - Kunstig blomst med dolke, 1974, olie på træpanel, 61 x 61 cm
- Ilka Gedő - Rosenhave med et trekantet vindue, 1979-1980, olie på lærred, 50 x 55 cm
- Ilka Gedő - Maske butik, 1980, Olie på papir spændt på lærred, 71 x 50 cm
- Ilka Gedő - Monster og dreng, 1981, olie på lærred, 55 x 66 cm
- Ilka Gedő - March af trekanter, 1981, olie på lærred, 84 x 75 cm
- Ilka Gedő - Witches in Preparation, 1980-81, olie på lærred, 59 x 58 cm

## Eksterne links
- The Complete Works of Ilka Gedő (1921-1985): Digitized Catalogue Raisonne